# Bulgarije op de Olympische Winterspelen 1968
Tijdens de Olympische Winterspelen van 1968, die in Grenoble (Frankrijk) werden gehouden, nam Bulgarije voor de zevende keer deel.

## Deelnemers en resultaten

### Alpineskiën
| Olympiër      | Discipline       | Resultaat | Prestatie        |
| ------------- | ---------------- | --------- | ---------------- |
| Petar Angelov | afdaling (m)     | 63e       | 2.18,71 (+18,86) |
| Petar Angelov | reuzenslalom (m) | 64e       | 4.01,83 (+32,55) |
| Petar Angelov | slalom (m)       | 29e       | 1.58,79 (+19,06) |

### Langlaufen
| Olympiër                                              | Discipline           | Resultaat | Prestatie                                         |
| ----------------------------------------------------- | -------------------- | --------- | ------------------------------------------------- |
| Petar Pankov                                          | 15 km (m)            | 25e       | 50.54,1 (+2.59,9)                                 |
| Petar Pankov                                          | 30 km (m)            | 26e       | 1:41.42,9 (+6.03,7)                               |
|                                                       |                      |           |                                                   |
| Roza Dimova                                           | 5 km (v)             | 33e       | 19.05,6 (+2.20,4)                                 |
| Roza Dimova                                           | 10 km (v)            | 29e       | 43.18,4 (+6.31,9)                                 |
| Velitsjka Pandeva                                     | 5 km (v)             | 30e       | 18.23,7 (+1.38,5)                                 |
| Velitsjka Pandeva                                     | 10 km (v)            | 31e       | 43.26,3 (+6.39,8)                                 |
| Tsvetana Sotirova                                     | 5 km (v)             | 31e       | 18.27,3 (+1.42,1)                                 |
| Tsvetana Sotirova                                     | 10 km (v)            | 28e       | 42.16,5 (+5.30,0)                                 |
| Nadezjda Vasileva                                     | 5 km (v)             | 24e       | 17.58,7 (+1.13,5)                                 |
| Nadezjda Vasileva                                     | 10 km (v)            | 27e       | 41.25,8 (+4.39,3)                                 |
| Velitsjka Pandeva Nadezjda Vasileva Tsvetana Sotirova | 3x5 km estafette (v) | 8e        | 1:05.35,7 (+8.05,7) (21.50,4 / 21.07,5 / 22.37,8) |

Argentinië · Australië · Bondsrepubliek Duitsland · Bulgarije · Canada · Chili · Denemarken · Duitse Democratische Republiek · Finland · Frankrijk · Griekenland · Groot-Brittannië · Hongarije · IJsland · India · Iran · Italië · Japan · Joegoslavië · Libanon · Liechtenstein · Marokko · Mongolië · Nederland · Nieuw-Zeeland · Noorwegen · Oostenrijk · Polen · Roemenië · Sovjet-Unie · Spanje · Tsjecho-Slowakije · Turkije · Verenigde Staten · Zuid-Korea · Zweden · Zwitserland